# 東京女子圖鑑
《東京女子圖鑑》（日语：東京女子図鑑）是一部2016年日本電視劇，由Amazon Prime Video播映、黑澤久子編劇、棚田由紀執導。

## 故事
女主角齋藤綾本是出身秋田縣、一身土味的鄉下女孩，遠赴東京打拚20年以後，憑著過人努力當上國際時尚品牌經理，擁有人人稱羨的薪水、權力與地位。

## 角色

### 主要演員
| 演員     | 角色       | 介紹                                                                         |
| 水川麻美 | 齋藤綾     | 從東北秋田縣到東京發展的女子。                                               |
| 阿部力   | 直樹       | 女主角居住於三軒茶屋時期的男友，普通上班族，跟女主角是秋田縣的同鄉。         |
| 森崎溫   | 隆之       | 女主角居住於惠比壽時期的商社菁英男友，卻是個不婚主義者。                     |
| 眞島秀和 | 幸和       | 銀座的高級和服店老板，與女主角有段不倫戀，對於女主角主動提分手的態度很淡然。 |
| 大倉孝二 | 佐佐木真人 | 商社職員，與女主角在婚活中結識進而結婚，婚後定居於豐洲，卻因為外遇而離婚。   |
| 手塚理美 | 齋藤文子   | 綾的媽媽，會被鄰居認為是從都市嫁來鄉下的女人。                               |

### 聯合演出
| 演員       | 角色     | 介紹                                                                                 |
| 陽月華     | 吉田有希 | 女主角於三軒茶屋時期的前同事，跟直樹是大學時期認識的朋友。                           |
| 小柳友     | 涼       | 跟隆之及女主角在同一場聯誼活動中認識，後來跟女主角成為像哥兒們般的朋友。             |
| 渡邊真起子 | 安奈     | 女主角跳槽到一線精品Gucci時的上司。                                                  |
| 山本浩司   | 涼介     | 東京港區出身的富家男，約會時表明只能娶港區出身的女人，只想跟女主角發展檯面下的感情。 |
| 赤楚衛二   | 航平     | 咖啡廳打工族，女主角離婚後居住於佐佐木上原時遇到的吃軟飯小男友。                     |
| 植木祥平   | 健介     | 女主角於三軒茶屋時期的前同事，最後落腳於佐佐木上原的伴侶。                           |

## 資料來源
1. ↑  東京女子圖鑑影評》一身名牌、攀上豪門，就真能幸福嗎？一部日劇，用她20年青春道出買不到的真心 （页面存档备份，存于） 2022.9.29 風傳媒

## 外部連結
- 官方网站
- 互联网电影数据库（IMDb）上《東京女子圖鑑》的资料（英文）